# Keresztfalu
Keresztfalu (szlovákul Krížová Ves, németül Kreuz) község Szlovákiában, az Eperjesi kerület Késmárki járásában.

## Fekvése
Késmárktól 8 km-re északkeletre, Szepesbéla keleti szomszédságában, a Poprád jobb partján fekszik.

## Története
A falu a 13. században a Berzeviczky család birtokán keletkezett, 1290-ben „Krystur” alakban említik először. 1319-ben a lándoki uradalomhoz csatolták, így a Szent Sír Lovagrend birtoka lett. Később egy része Késmárk birtokába került. 1326-ban „Villa Sancte Crucis”, 1401-ben „Zenthkerezth”, 1498-ban „Keresthfalwa” néven szerepel az írott forrásokban. 1673-ban említik Stansith Márton itteni udvarházát. 1787-ben 52 házában 375 lakos élt.
A 18. század végén Vályi András így ír róla: „KERESZTFALVA. Kreutz. Elegyes falu Szepes Várm. földes Ura Horvát Uraság, lakosai katolikusok, és más félék, fekszik Késmárktól fél mértföldnyire, Bélának filiája, határjának fele hegyes, és köves, de fele búzát, és jó rozsot terem, legelője van, fája szűken, piatza közel.”
Fényes Elek 1851-ben kiadott geográfiai szótárában így ír a faluról: „Keresztfalva, (Krizova Ves), Szepes vmegyében, tót falu, Bélával általellenben, mellytől a Poprád választja el: 462 kath., 60 evang. lak. Lazacz-halászat, gyolcs-szövés. F. u. Marjássy. Ut. p. Késmárk.”
A trianoni diktátumig Szepes vármegye Késmárki járásához tartozott.

## Népessége
| Év:            | 1994. | 2004.    | 2014.    | 2024.    |
| -------------- | ----- | -------- | -------- | -------- |
| Emberek száma: | 1480  | 1719     | 2121     | 2424     |
| Eltérés:       |       | +16,14 % | +23,38 % | +14,28 % |

| Év:            | 2023. | 2024.   |
| -------------- | ----- | ------- |
| Emberek száma: | 2380  | 2424    |
| Eltérés:       |       | +1,84 % |

1910-ben 583-an, többségében szlovákok lakták, jelentős magyar és cigány kisebbséggel.
2001-ben 1613 lakosából 1442 szlovák és 162 cigány volt.
2011-ben 2008 lakosából 1249 cigány és 701 szlovák.

## Nevezetességei
- Születés (eredetileg: Szent Kereszt Felmagasztalása) temploma a 13. század végén épült gótikus stílusban, középkori freskói vannak.
- A temetői domboldalon klasszicista harangtorony áll.
- Fából épített evangélikus imaháza van.
- A falu két 16. és 17. századi kastélya mára egybeépült.